# Frans van Schooten

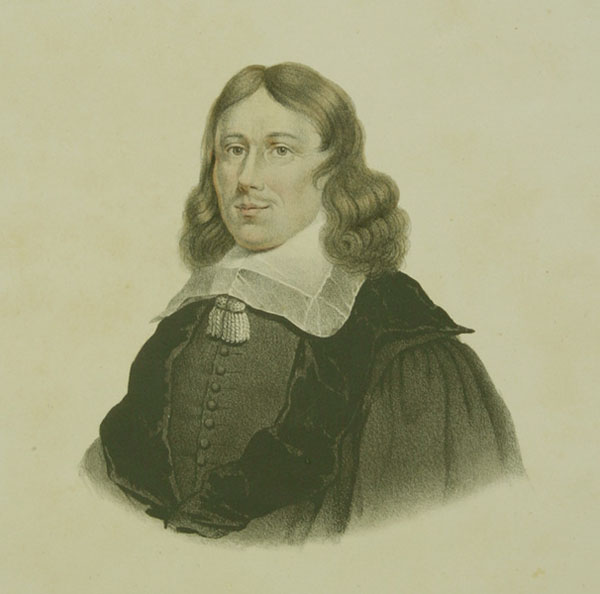
Retrato de Frans van Schooten, atribuido a Leendert Springer (1789-1871).

Frans van Schooten (* 1615, Leiden, Holanda; † 29 de mayo de 1660, ibíd.) fue un matemático holandés que debe su fama al desarrollo y explicación de las nuevas ideas matemáticas contenidas en La Géométrie de René Descartes que dieron origen a la geometría analítica.
El padre de Van Schooten fue profesor de matemáticas en la Universidad de Leiden. Fueron alumnos suyos Christiaan Huygens, Johann van Waveren Hudde y René de Sluze. Van Shooten conoció a Descartes en 1632 y pudo leer su Géométrie antes de que se publicara en 1637. Hallándola oscura y difícil de entender, viajó a Francia, donde conoció a Marin Mersenne y estudió a François Viète y a Pierre de Fermat. En 1646, retornó a Leiden para ocupar la plaza de profesor de su padre, "heredando" también como alumno a Huygens.[cita requerida]
La obra por la que es más conocido es su traducción al latín de la obra de Descartes La Géométrie en 1649. En ella, explicaba y desarrollaba las ideas de Descartes, haciéndolas comprensibles a la comunidad matemática de su tiempo, razón por la que es famoso.[cita requerida]
En 1659-1661, publicó una obra de dos volúmenes muy ampliada respecto de su edición de 1649. En ella contó con la ayuda de otros matemáticos, algunos de ellos estudiantes o colaboradores suyos, como Florimond de Beaune, Johannes Hudde, Hendrik van Heuraet o Johan de Witt. Esta obra y sus extensos comentarios fue mucho más influyente y conocida que la de 1649. Fue esta edición la que estudiaron Gottfried Leibniz e Isaac Newton.[cita requerida]

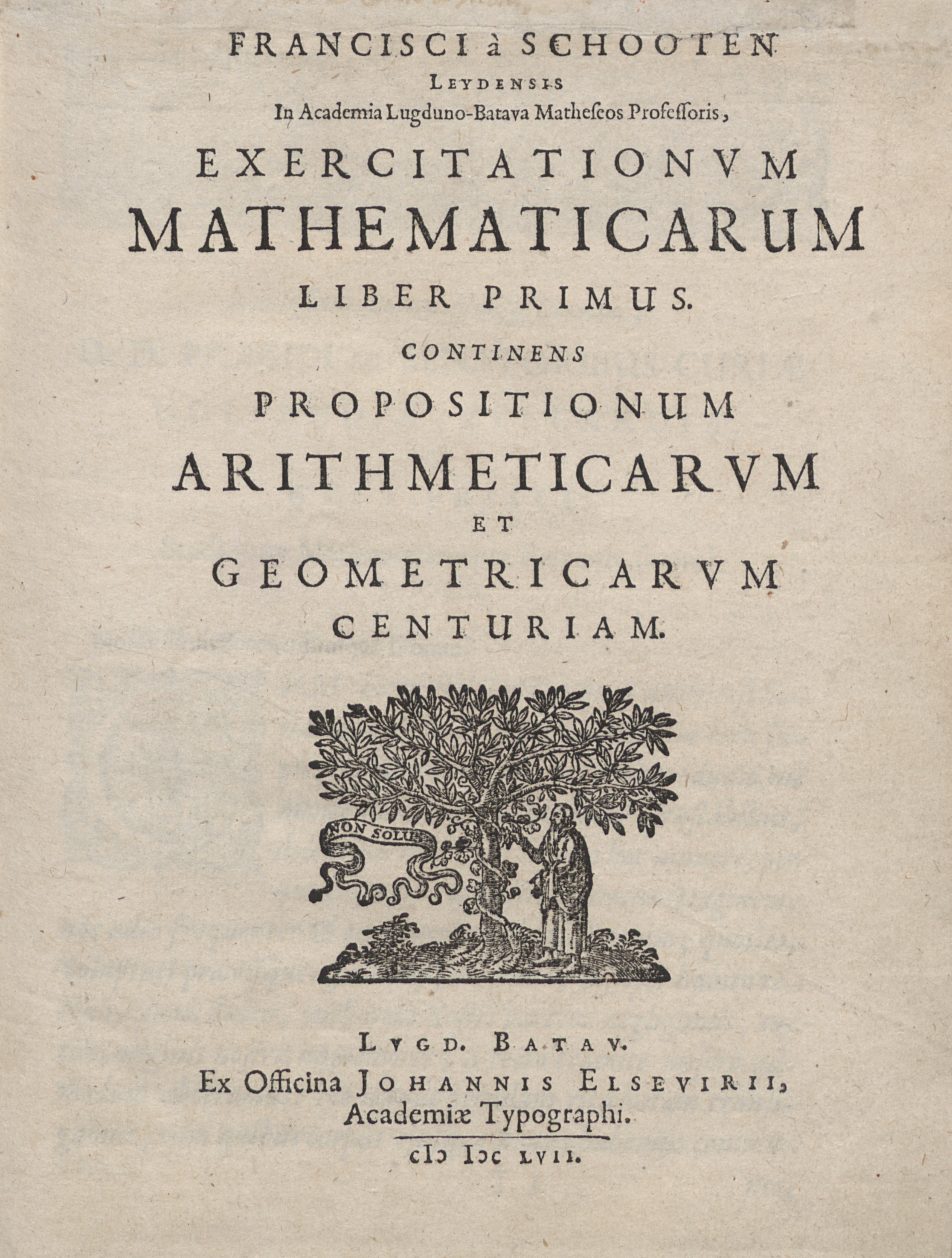
Exercitationum mathematicarum libri, 1656-1657.

Van Schooten fue uno de los primeros en proponer en unos ejercicios publicados en 1657 que esas ideas podían extenderse al espacio tridimensional. Su magisterio hizo de la Universidad de Leiden el centro de la comunidad matemática durante algunos años a mediados del siglo XVII.[cita requerida]
El 1656-1657 publicó Exercitationum Mathematicarum libri quinque, que es una amplia colección de problemas. Como apéndice de este libro, incluyó un trabajo de su alumno Christiaan Huygens De ratiociniis in ludo aleae (Razonamientos sobre los juegos de azar), donde se introducen ideas importantes para el desarrollo de la teoría de la probabilidad y que sería fuente de estudio e inspiración para Jakob Bernoulli en su fundamental Ars conjectandi (El arte de las conjeturas).[cita requerida]
En 1646, hizo una edición general de las obras de Francois Viète.[cita requerida]